# Amtsbezirk
Amtsbezirk är en typ av administrativ region i tyskspråkiga länder. Amtsbezirk har funnits i Preussen och i den schweiziska kantonen Bern.
Amtsbezirk förekom som förvaltningsenhet i Preussen från 1874 till 1945. I Bern var det en benämning på distrikt före den 1 januari 2010. Bern var den enda schweiziska kantonen som kallade sina distrikt amtsbezirk.